# Andreas-Hofer-Bund Tirol

Mitgliedsausweis

Der Andreas-Hofer-Bund Tirol (AHBT) wurde als Tiroler Volksbund 1905 in Innsbruck als deutschnationale Vereinigung von Vertretern aller damaligen Parteien außer den Sozialdemokraten gegründet. Als Gründer trat der deutsche Dr. Wilhelm Rohmeder auf. 1919 wurde der Volksbund in Andreas-Hofer-Bund Tirol umbenannt. Der Tiroler Volksbund hielt am 9. Mai 1918 in Sterzing den sogenannten Sterzinger Volkstag ab, auf dem ein expansionistisches 14-Punkte-Programm verabschiedet wurde, das u. a. forderte: „gegenüber Italien natürliche Grenzen, die Tirol und Österreich besser schützen und altdeutsche Siedlungen […] an Österreich gliedern“, also die Vorverlegung der Grenze an die Südspitze des Gardasees und Grenzkorrekturen zur Einbeziehung deutscher Siedlungsinseln des Trentino. Auch eine partielle Aussiedlung der Trentiner und die Ansiedlung deutscher Soldaten wurden vom Volksbund erwogen.
Der Bund arbeitete in der Zeit des italienischen Faschismus in den 1920er und 1930er Jahren eng mit dem Deutschen Schulverein zusammen, als es galt, den deutschen Geheimunterricht in Südtirol (Katakombenschule) zu finanzieren.
Im Jahre 1938 erfolgte die Zwangsauflösung durch die Nationalsozialisten (NSDAP). Am 15. August 1994 wurde der Bund wiedergegründet.

## Zielsetzung
Der Bund bezweckt nach eigener Aussage „das Gedenken an Andreas Hofer zu pflegen, der in seinem Leben und Werk sich für das ganze Tirol eingesetzt hat“. In der Satzung des Bundes steht: „Mit demokratischen Mitteln soll mit Ausdauer und Konsequenz für die Einheit und Freiheit Tirols gearbeitet werden. Hierbei sollen die Menschenrechte unter besonderer Berücksichtigung des Selbstbestimmungsrechtes für Südtirol die Grundlage bilden. Für Faschismus und Nazismus als die größten Feinde Tirols ist, obwohl dies von seinen Gegnern gerne behauptet wird, kein Platz im AHBT.“

## Obmänner
Seine Obmänner waren:
1919 Heinrich von Schullern (Gründungsobmann)
1921 Ferdinand Kogler
1925 Walter Pembaur
1925 Emil Klebelsberger
1925 Hans Lederer
1928 Walter Pembaur
1931 Alois Dollinger
1934 Franz Kolb
1935 Eduard Reut-Nicolussi
(musste auf Druck der austrofaschistischen Regierung und auf Wunsch Italiens zurücktreten)
1937 Oskar von Hohenbruck
Nach der Neugründung:
1994 Josef Felder
seit 15. Oktober 2012 Winfried Matuella
seit 2019 Alois Wechselberger